# Musée d'histoire de Kharkiv
Le musée d'histoire de Kharkiv (en ukrainien : Харківський історичний музей імені М. Ф. Сумцова), fondé en 1920 est un musée d'Ukraine, situé à Kharkiv. Il est consacré à la culture et à l'histoire ukrainiennes.

## Histoire
Le musée est fondé le 21 janvier 1920 à l'initiative de Mykola Sumtsov (en). À l'époque, il s'appelait le Musée de l'Ukraine slobodienne (en russe : Музей Слободской Украины).
En 1922, l'installation est baptisée du nom de Grigori Skovoroda.
Au début des années 1930, des changements sont opérés, le musée est transformé en musée historique et le personnel en place est remplacé. Une partie importante de la collection est donnée à la galerie d'art ukrainienne.
Au début des années 1940, le musée de Kharkiv est l'un des plus grands de la République socialiste soviétique d'Ukraine, à cette époque, il compte plus de 100 000 objets. Durant la Grande Guerre patriotique, le bâtiment est endommagé et la collection est presque entièrement détruite. Après la guerre, le bâtiment est rénové et l'exposition est complétée par de nouvelles collections.
Dans les années 1990, le musée est déplacé dans un bâtiment construit en 1908.

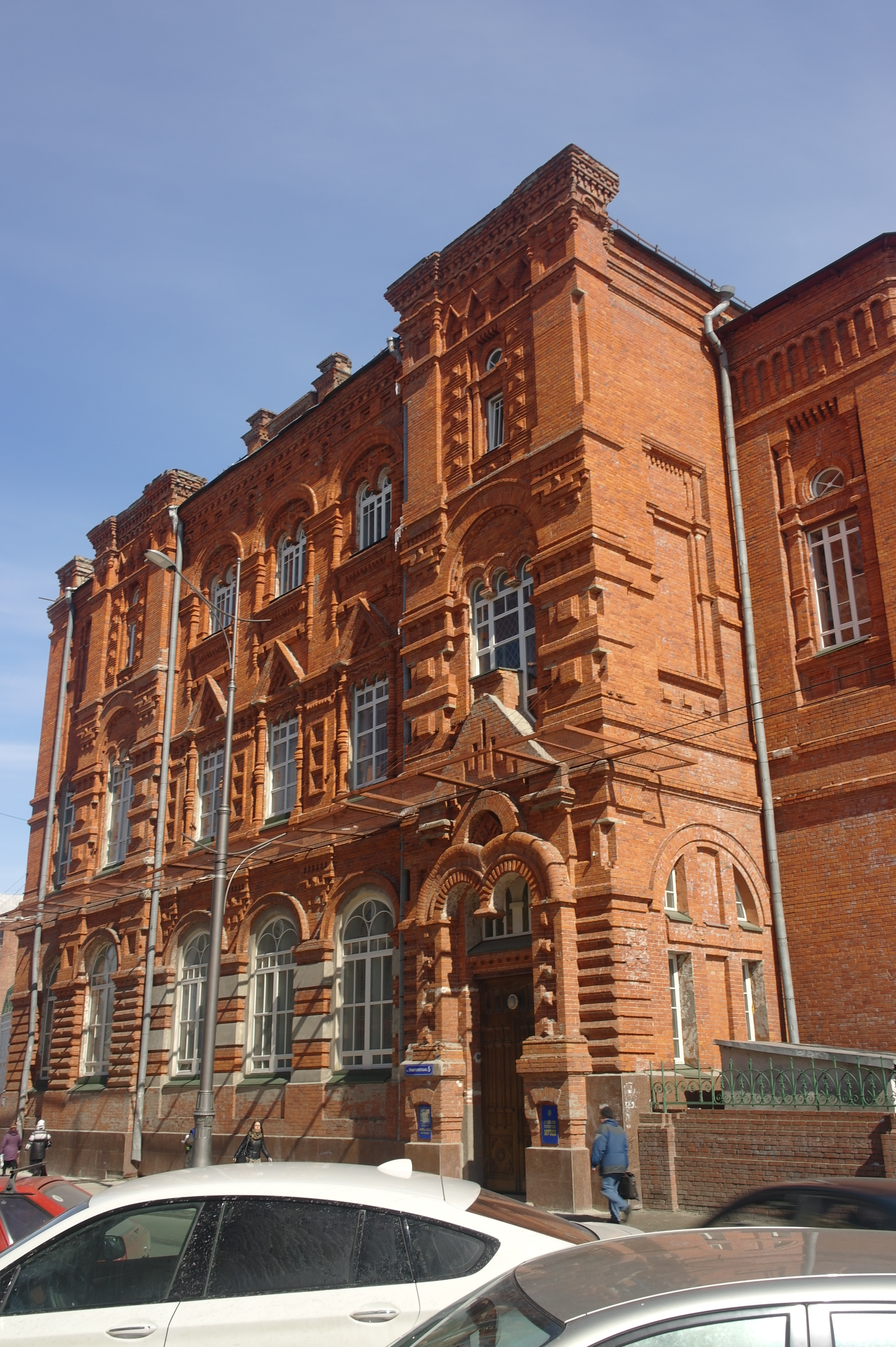
Façade de l'ancien bâtiment.

Le 18 juin 2015, il est renommé en l'honneur de son fondateur, Mykola Sumtsov.
Le 16 janvier 2020, à l'occasion du 100e anniversaire du musée, la Banque nationale d'Ukraine émet des pièces commémoratives avec une image du bâtiment du musée.

## Collections

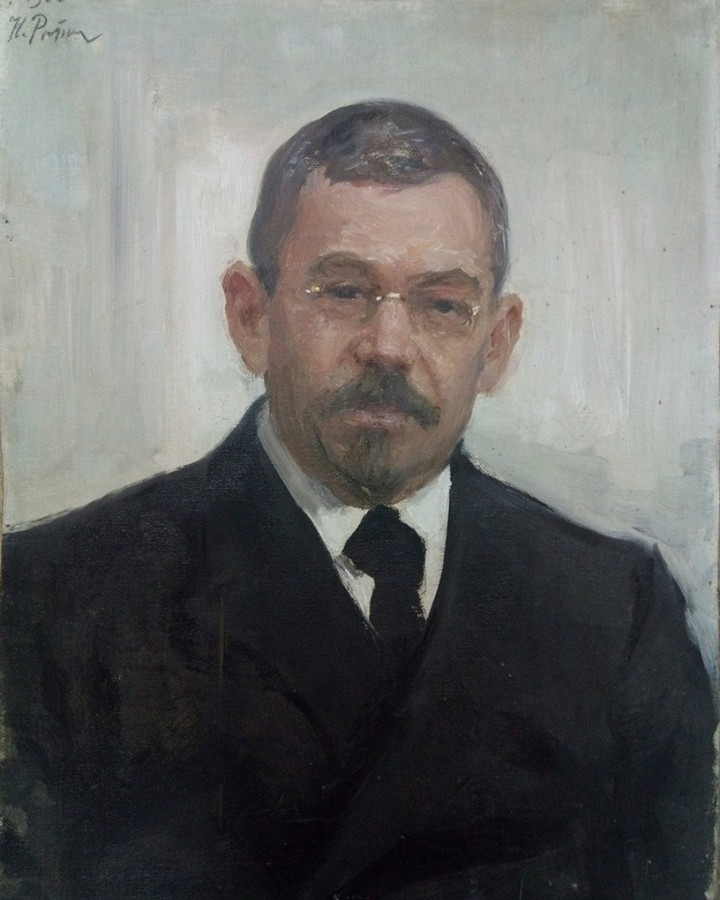
Dmytro Bahalii par Ilia Répine.
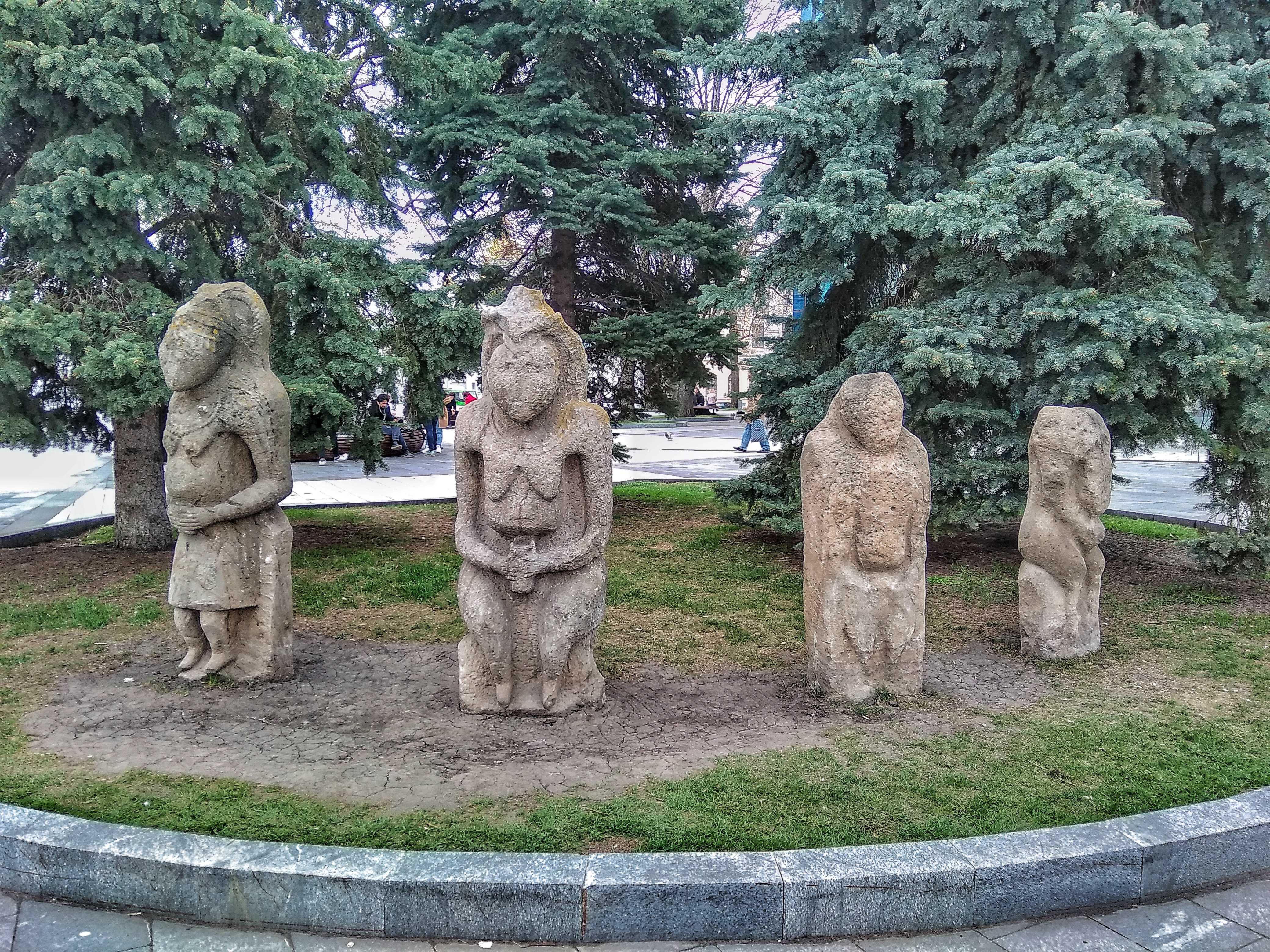
Statue des Coumans.
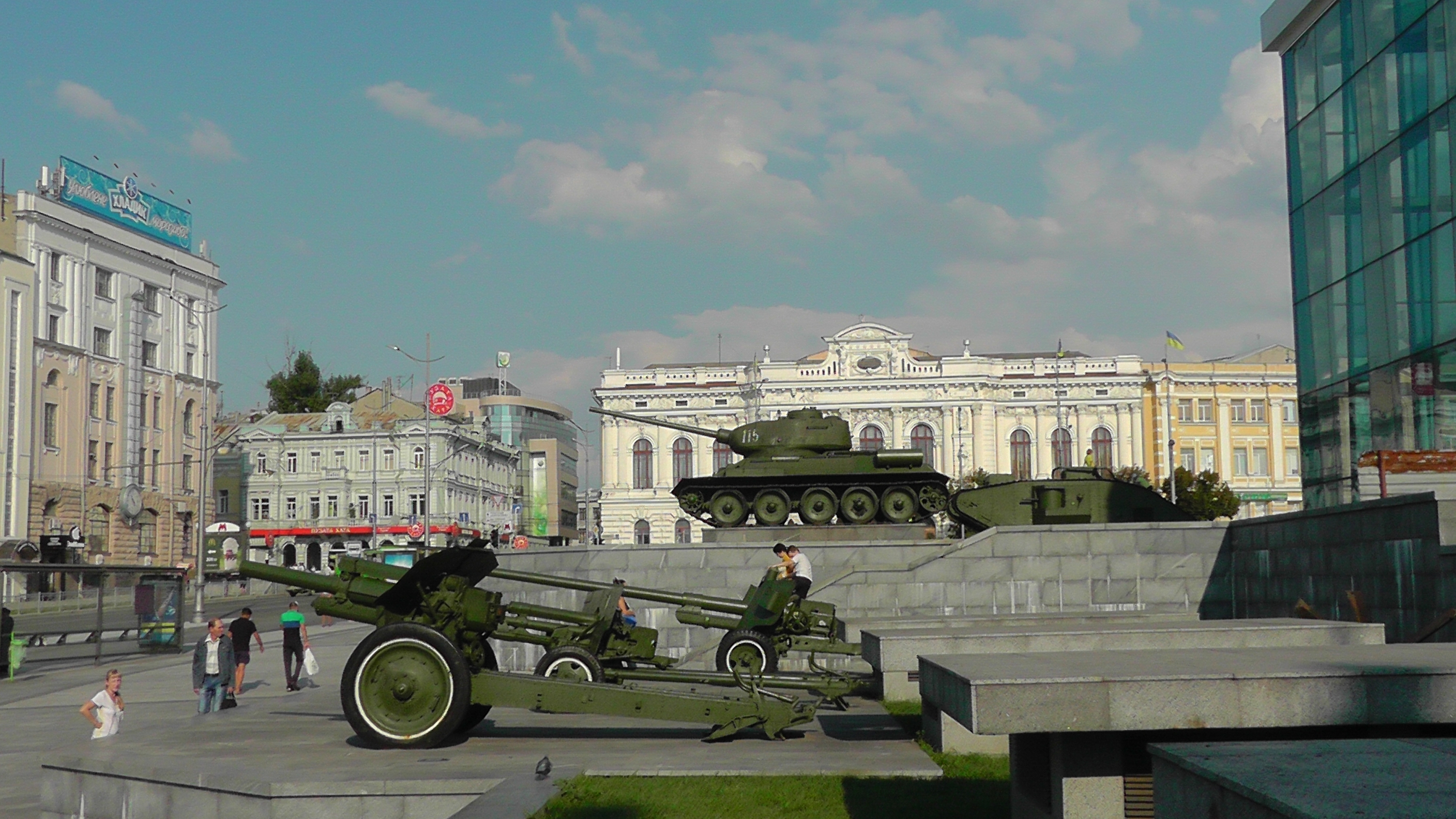
Exposition d'armes dont un Mark V et un T-34.